# Phyllodytes tuberculosus
Phyllodytes tuberculosus là một loài ếch thuộc họ Nhái bén.
Đây là loài đặc hữu của Brasil.
Môi trường sống tự nhiên của chúng là rừng khô nhiệt đới hoặc cận nhiệt đới, xavan khô, và xavan ẩm.
Chúng hiện đang bị đe dọa vì mất môi trường sống.